# Língua gitxsan
Gitxsan /ˈɡɪtsæn/, ou Gitxsanimaax (também chamada Gitksan, Giatikshan, Gityskyan, Giklsan), é uma língua das Primeiras Nações do noroeste da Colúmbia Britânica. É uma língua da família das Tsimshianicas e é muito relacionada com a vizinha língua Nisga’a. Os dois grupos são, porém, politicamente separados e preferem considerar Gitxsan e Nisga'a como línguas distintas. 
O Gitxsanimx é uma língua em extinção que tinha em 2006 1.175  falantes nativos.
Gitxsan é o povo que fala essa língua. Seu nome significa "Povo do rio Skeenar" ("'Ksan" é o nome do rio em Gitxsan).

## Fonologia
A fonologia Gitxsan é conforme segue:
| i iː   |      | u uː   |
| (e) eː | (ə)  | (o) oː |
|        | a aː |        |

As vogais médias e fechadas estão quase em distribuição complementar, sugerindo que Gitxsan uma vez teve um sistema de três vogais. Vogais intermediárias curtas estão surgindo. O schwa (IPA (ə), nosso é aberto) pode não ser fonêmico.
| Obstruentes | p  | t  | t͡s  |     | c  | kʷ  | q  |   |
| Obstruentes | pʼ | tʼ | t͡sʼ | t͜ɬʼ | cʼ | kʷʼ | qʼ |   |
| Obstruentes |    |    | s   | ɬ   | ç  | xʷ  | χ  |   |
| Sonorantes  | m  | n  |     | l   | j  | w   |    | h |
| Sonorantes  | mˀ | nˀ |     | lˀ  | jˀ | wˀ  |    | ʔ |

As obstruentes palatais se tornam velares antes de /s/ e /l/.

## Amostra de texto
dim yeek’d’m skusiit dapun ‘tayu’n
ganhl ‘kuba maa’ihl doxut go’os sust
helt maa’i ‘tahl’m gii sint
suii ginam’ii hla gatsuut da’whl
amhl ga’bihl menit dim yeekt’m ‘tayu’n